# Guvernoratul Sa'dah
Sa'dah (în arabă:صعدة) este un guvernorat în Yemen. Reședința sa este orașul Sa'dah.